# تپه گنبد
تپه گنبد مربوط به هزاره اول قبل از میلاد - دوره پارت - دوره ساسانیان - سده‌های میانه دوران‌های تاریخی پس از اسلام است و در شهرستان میانه، بخش کندوان، دهستان کندوان، ضلع شرقی روستای زاویه واقع شده و این اثر در تاریخ ۶ اسفند ۱۳۸۵ با شمارهٔ ثبت ۱۷۵۹۵ به‌عنوان یکی از آثار ملی ایران به ثبت رسیده است.